# خط آساکوسا
خط آساکوسا (به ژاپنی: 都営地下鉄浅草線, Toei Chikatetsu Asakusa-sen) یکی از خطوط راه‌آهن متروی توئی در ژاپن می‌باشد. مسیر این خط از ایستگاه نیشی-ماگومه (西馬込駅 Nishi-Magome) در منطقهٔ اوتا شروع شده و به ایستگاه اوشی آگه (Oshiage 押上駅) در منطقهٔ سومیدا خاتمه پیدا می‌کند. علامت نشاندهندهٔ این خط به شکل  می‌باشد.